# Хит, Брэндон
Брэ́ндон Нелл Хит (англ. Brandon Heath Knell, Brandon Heath) (род. 21 июля 1978 года, Нэшвил, Теннесси) — американский христианский музыкант, на счету которого 3 студийных альбома: «Don’t Get Comfortable» (2006), «What If We» (2008) и «Leaving Eden» (2011). Он наиболее известен своими треками «I’m Not Who I Was» и «Give Your Eyes», которые находились в рейтинге Billboard’s Hot Christian Songs. Брэндон Хит был номинирован на десяток премий Dove Awards и Grammy Awards, причем также получал первые места неоднократно как «Новый артист года», «Мужской вокал года», «Поп-песня года» и другие.

## Ранняя жизнь
Брэндон Хит родился 21 июля 1978 года в городе Нэшвил штата Теннеси. Его отец был офицером полиции, а мать работала парикмахером. Но его родители развелись, когда ему было 3 года, и в итоге его ростила только мать в течение 5 или 6 лет; после она снова вышла замуж. Сам он говорил, что он рос немного жестоким по отношению к своей семье, поэтому его учёба в школе не была «безупречной». Для того, «чтобы успокоить свою душу» и больше не злиться, он принимает решение обратиться к Богу, чтобы простить своего отца за свои ошибки, простить родителей.
Молодой Брэндон получил свою первую гитару в 13 лет на Рождество. Именно тогда и началась его музыкальная деятельность. С того момента, а может быть и ранее, он начал (или продолжал) ходить в школьный хор; его учитель хора немного поощрял Брэндона за его «преследование» музыки. Брэндон Хит также участвовал в Мессиях Верующих в Индии и Эквадоре, что затем отобразилось в его песнях и в общем жанре.
Хоть его семья и не была столь религиозной, но тем не менее он был приглашен в христианский летний лагерь для подростков «Young Life». На тот момент ему было 16 лет. По его словам, именно в этом лагере он впервые услышал про Иисуса Христа, и он понял, что он действительно не ходил в церковь и ничего не знал о своей вере. После того, как он закончил обучение в школе, он стал вожатым в этом самом лагере. Затем он обучался в Университете своего штата, где получил звание Бакалавра искусств.
В 2000 году его гитару украли, но Хит не растерялся: он постарался закончить свой первый демо-альбом и продать его, чтобы затем купить себе новую гитару.

## Карьера
Как говорилось выше, Брэндон продал свой первый демо-альбом в 2000 году, но тем не менее он был опубликован только в 2004 под названием «Early Stuff». Это был его первый инди-альбом (то есть независимый), так как он не был связан ни с одним лейблом на тот момент. В этом же году Хит начинает записывать следующий инди-альбом «Soldier», который впоследствии будет замечен и спородюсирован Крисом Девисом.
И вот только в 2005 году у Брэндона появляется «законный» альбом «Don’t Get Comfortable The EP», включавший в себя 5 музыкальных треков, который затем войдет в его дебютный альбом «Don’t Get Comfortable» в 2006 году.

### Don’t Get Comfortable (2006)
Don’t Get Comfortable — первый, дебютный альбом Брэндона Хита, который был выпущен 5 сентября 2006 года. Сингл этого альбома «Our God Reigns» получил премию в Dove Awards как Worship Song of the Year.
Его следующий сингл «I’m Not Who I Was» был выпущен в начале 2007 года и был включен в Billboard’s Hot Christian Songs на 6 недель начиная с 4 июля. Этот трек не был не замечен Джейсоном Кастро (из American Idol), который сделал свой кавер на него.
Одноимённый трек «Don’t Get Comfortable» также был опубликован как сингл.

### What If We (2008)
Брэндон Хит участвовал в туре Whispered and Shouted вместе с группой Аарона Шуст, где побывал в 30 городах Америки с начала по середину 2008 года. По окончании тура Брэндон Хит выпустил новый альбом What If We 19 августа.
Первый сингл вышел 7 июля под названием «Give Me Your Eyes», который впоследствии станет одним из самых лучших Брэндона. Он стоял на первой строчке чарта 'R&R’s Christian CHR' в течение целых 14 недель: с Августа по Декабрь 2008, и был самым прослушиваемым.
Уже в 2009 году вышел новый сингл — «Wait and See», который занимал 5 строку рейтинга в Billboard’s Hot Christian Songs в августе.
Брэндон Хит принимал участие в группе Leeland как гость в альбоме Love Is on the Move. Вместе они записали сингл Follow You, что можно увидеть, посмотрев музыкальный клип.
В 2011 году, после выхода релиза альбома, Sunrise Communications AG начала использовать песню Sunrise как одну из главных тем.

### Leaving Eden (2011)
Это последний на нынешний день альбом Брэндона Хита. Первый сингл вышел в 2011 году — это «Your Love», которая была спродюсирована Даном Мукалом, который также был сооавтором некоторых песен Джейсона Инграма.
С этим альбомом и первым синглом связаны премии Grammy Awards: «Лучший современный христианский альбом» (Leaving Eden), «Лучшее современное христианское выступление» (Your Love) и «Лучшая современная христианская песня» (тоже Your Love).

## Другие работы
Брэндон Хит был другом для Боба Нормана и Мейта Ветсона, поэтому он им помогал с их творчеством — был соавтором некоторых песен, а также был партнёром для Джой и Кристофера Уильямс и Бритт Николе. Брэндон работал с альбомом Atmosphere христианской группы Sevenglory.
Плюс, к тому же, Брэндон «присутствует» в 2-х песнях группы Jars of Clay: «Small Rebellions» и «Shelter».

## Личная жизнь
В 2008 году Брэндон переехал в Техас и служил в United Methodist Church в течение года. Ему были по душе больше низшие «должности», нежели более важные в церкви.
Он говорил:
```
I felt at home from the moment he stepped off the plane.
Я чувствовал себя как дома, когда шагнул с самолета 
```

Затем Брэндон вернулся в Нэшвил, чтобы посвятить больше времени для своей профессиональной деятельности и, конечно же, семье. Сейчас Хит там и проживает, а Техас считает своим вторым домом.

## Дискография
- Don’t Get Comfortable (2006)
- What If We (2008)
- Leaving Eden (2011)

## Премии и номинации
| Год  | Премия                                    | Категория                                            | Альбом/Сингл        | Результат |
| ---- | ----------------------------------------- | ---------------------------------------------------- | ------------------- | --------- |
| 2007 | 38th GMA Dove Awards                      | Worship Song of the Year                             | «Our God Reigns»    | Номинация |
| 2008 | 39th GMA Dove Awards                      | Pop/Contemporary Recorded Song of the Year           | «I'm Not Who I Was» | Номинация |
| 2008 | 39th GMA Dove Awards                      | Артист года                                          | «I’m Not Who I Was» | Победа    |
| 2008 | 39th GMA Dove Awards                      | Вокалист года                                        | «I’m Not Who I Was» | Номинация |
| 2008 | 39th GMA Dove Awards                      | Worship Song of the Year                             | «I’m Not Who I Was» | Номинация |
| 2009 | 40th GMA Dove Awards                      | Songwriter of the Year                               | —                   | Номинация |
| 2009 | 40th GMA Dove Awards                      | Вокалист года                                        | «Give Me Your Eyes» | Победа    |
| 2009 | 40th GMA Dove Awards                      | Песня года                                           | «Give Me Your Eyes» | Победа    |
| 2009 | 40th GMA Dove Awards                      | Поп-песня года                                       | «Give Me Your Eyes» | Победа    |
| 2009 | 51st Grammy Awards                        | Best Gospel Song                                     | «Give Me Your Eyes» | Номинация |
| 2009 | 51st Grammy Awards                        | Best Pop/Contemporary Gospel Album                   | What If We          | Номинация |
| 2009 | Urban Music Awards                        | Best Gospel Act                                      | —                   | Номинация |
| 2009 | American Music Awards                     | Favorite Contemporary Inspirational Artist           | —                   | Номинация |
| 2009 | 24th Annual Midsouth Regional Emmy Awards | Композитор года                                      | «Give Me Your Eyes» | Победа    |
| 2010 | 41st GMA Dove Awards                      | Вокалист года                                        | «Your Love»         | Победа    |
| 2012 | 54th Grammy Awards                        | Best Gospel/Contemporary Christian Music Performance | «Your Love»         | Номинация |
| 2012 | 54th Grammy Awards                        | Best Contemporary Christian Music Song               | «Your Love»         | Номинация |
| 2012 | 54th Grammy Awards                        | Best Contemporary Christian Music Album              | Leaving Eden        | Номинация |

## Интересные факты
- Кэрри Андервуд удивила своего мужа Майка Фишер тем, что решила использовать песню Брэндона «Love Never Fails You» для первого танца на своей свадьбе, объяснив это тем, что влюблена в его голос.
- Любимая песня Брэндона — «Stolen», и он не знает почему.[1]
- Брэндон ненавидит кошек, но любит собак из-за аллергии.[2]
- У Брэндона мизофобия.[3]
- Его любимая социальная сеть Твиттер, на Facebook Брэндон, как правило, не заходит.[4]
- Его хобби — собирание номерных знаков по всему штату. У него стена, на которые он их вешает.[5]
- Несмотря на то, что он композитор, написание текста со смыслом — важнее для него.[5].
- Хиту нравятся песни Jonatha Brooke — он ей дает первое место. За ней следуют Стинг, Райан Адамс. И в последнее время… Джастин Бибер.[5].